# أحمد الزعاق
أحمد الزعاق (مواليد 28 أبريل 1989) هو لاعب كرة قدم سعودي يلعب في نادي الأسياح.
كانت بداياته مع نادي الرائد وأعاره الفتح إلى ناديي نادي ضمك والعروبة ولعب بعدها مع نادي الشعلة ونادي الرياض ونادي الحزم ونادي العربي.

## وصلات خارجية
- أحمد الزعاق على موقع قاعدة بيانات كرة القدم.إي يو (الإنجليزية)
- أحمد الزعاق على موقع Soccerway.com (الإنجليزية)

- أحمد الزعاق